# 35.ª Rampa Internacional da Falperra
A 35.ª Rampa Internacional da Falperra foi uma prova desportiva organizada pelo Clube Automóvel do Minho, realizada na Rampa da Falperra, em Braga, em 2014.
De entre as competições para a qual a prova foi pontuável, destacam-se o Campeonato Europeu de Montanha, Campeonato Nacional de Montanha de 2014 e Campeonato Nacional de Velocidade de 2014.

## Antes da prova
Em 2014, a FPAK decidiu re-introduzir duas rampas no Campeonato Nacional de Velocidade (CNV), nomeadamente a Falperra e a Rampa da Serra da Estrela. Apesar da expectativa gerada junto do público e de esta alteração ter sido divulgada no início de 2014, duas das principais equipas do CNV anunciaram a sua ausência da prova (CRM Motorsport e Team Nova Driver) a apenas alguns dias do início da prova, enquanto outra equipa (BP Vodafone Ultimate) anunciou que participaria sob protesto devido aos encargos adicionais resultantes da participação nesta prova, e questionando a adequação do dos carros do CNV às rampas.
Tais argumentos foram refutados pela Federação, que se mostrou admirada pela fase tardia da tomada de posição das equipas, e demonstrando estupefacção relativamente à adequação dos sport-protótipos do CNV às rampas, dado serem semelhantes aos utilizados em todo o Campeonato Nacional de Montanha.

## Principais inscritos[6]
| Equipa               | Piloto           | Carro                      |
| -------------------- | ---------------- | -------------------------- |
| BP Vodafone Ultimate | Miguel Barbosa   | Tattus PY012               |
| Vilariño Motorsport  | Andrés Vilariño  | Osella 2000                |
| Vilariño Motorsport  | Angela Vilariño  | Norma E2SC                 |
| Best Lap S.R.L.      | Simone Faggioli  | Reynard K02                |
| Best Lap S.R.L.      | Fausto Bormolini | Reynard K02                |
| Best Lap S.R.L.      | Maurizio Roasio  | Osella PA 30               |
| Frederico Liber      | Frederico Liber  | Reynard K02                |
| Czech National Team  | Benes Milos      | Osella FA 30               |
| Czech National Team  | Vladimir Vitver  | Audi WTTR-DTM              |
| Czech National Team  | Jirí Los         | Mitsubishi Lancer Evo IX   |
| AMNSport             | António Nogueira | Porsche GT3 R              |
| Martine Pereira      | Martine Pereira  | Alfa Romeo 156 S           |
| Veloso Motorsport    | Patrick Cunha    | Lamborghini Gallardo LP560 |
| Veloso Motorsport    | Rui Dinis        | Aston Martin Vantage GT4   |

## Treinos livres
A primeira subida de treinos livres do Campeonato Nacional de Montanha foi condicionada pelo óleo deixado na estrada por uma viatura que viu o seu motor partir, levando a que os pilotos nacionais tivessem redobradas cautelas.
Os concorrentes do Campeonato Europeu (que partiram antes do incidente) registaram os melhores tempos com Simone Faggioli a iniciar de melhor forma a prova, estabelecendo o melhor tempo com o seu Norma M20FC em 1m59,030s. Christian Merli (Osella PA2000) efectuou o segundo melhor tempo em 2m01,311s, enquanto o 3º melhor tempo pertenceu a Federico Liber já a mais de oito segundos do melhor tempo, no seu Reynard K02.
Quanto aos pilotos do campeonato nacional registaram-se os seguintes tempos:
1. Pedro Salvador (Tattus PY012), 2.11,405; 
2. Pedro Castañon (Juno CN 09), 2.21,841; 
3. António Nogueira (Porsche 997 GT3 R), 2.24,378 (1.º da Categoria 1); 
4. Bernardo Sá Nogueira (Silver Car S2), 2.26,146; 
5. João Fonseca (Silver Car S2), 2.28,635; 
6. Tiago Reis (Ford Fiesta), 2.32,090 (1.º da Categoria 3); 
7. Carlos Torres (Norma M20 FC), 2.32,261; 
8. Joaquim Teixeira (Seat Leon Super Copa), 2.34,386 (1.º da Categoria 5); 
9. Joaquim Rino (BRC 05), 2.38,368; 
10. Manuel Pereira (Mitsubishi Lancer VI), 2.38,928. 

## Ligações Externas
- Clube Automóvel do Minho
- 35.ª Rampa-facebook